# 修大協創中高前站

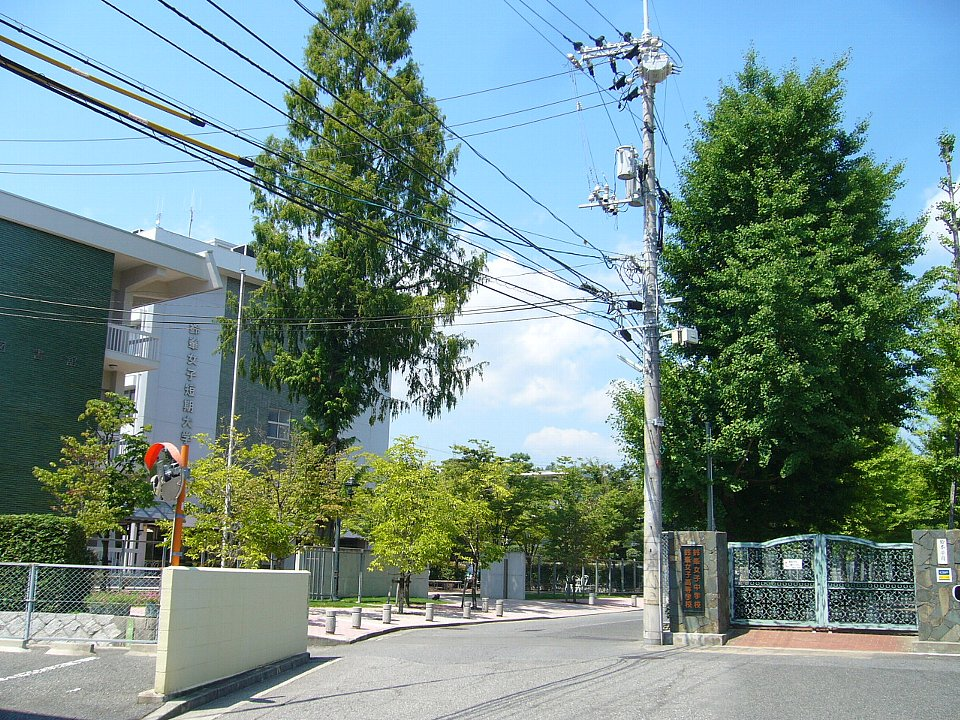
廣島修道大學廣島協創中學·高等學校

修大協創中高前站（日语：／ Shudai-kyoso-chuko-mae eki */?）是位於廣島縣廣島市西區井口四丁目1番1號，廣島電鐵的宮島線車站。車站編號為M27。

## 歷史

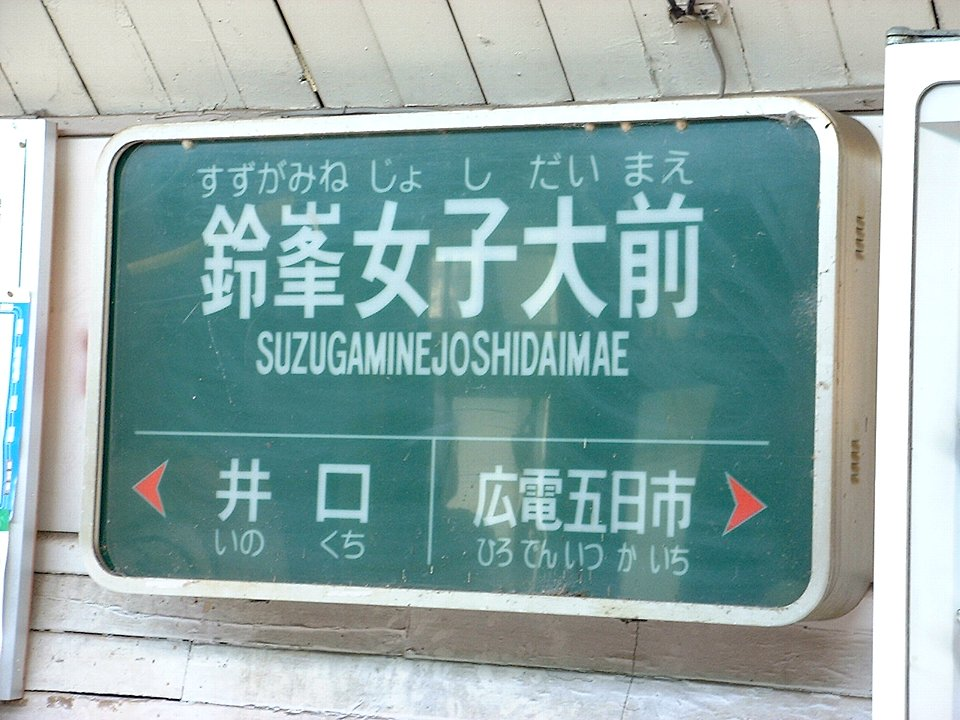
鈴峯女子大前站時代的站名牌

在1941年（昭和16年）7月，實踐女學校前站（日语：／）啟用。車站名稱為實踐女學校，該名稱的學校全名為「廣島商業實踐女學校」。該校在車站啟用同年4月，由廣島電鐵的前身廣島瓦斯電軌的法人創立建校，為一所女子教育機構。在1939年（昭和14年），廣島瓦斯電軌為了迎接創立30周年，因此創立了女學校以成為創立30周年紀念其中一個項目。在創校後，該校經過數次改名。
在1943年（昭和18年），學校改名為「廣島實踐高等女學校」，同校在1947年（昭和22年）同時設立鈴峯女子專門學校，在學制改革後，在新制度下設立了鈴峯女子中學。使車站名稱改名為鈴峯女專前站（日语：／）。在1948年（昭和23年），於新制度下設立了鈴峯女子高等學校。在1950年（昭和25年），鈴峯女子專門學校改為鈴峰女子短期大學，車站名稱也改名為鈴峯女子大前站（日语：／）。校名與站名中的「鈴峯」是取自鈴峰（日语：鈴ヶ峰）。在1951年，法人名稱變為鈴峯學園。
在2015年（平成27年），鈴峯學園與由廣島修道大學運營的修道學園合併。短大停止招募學生，中學·高校的名稱改為廣島修道大學附屬鈴峯女子中學·高等學校。而車站名稱也改名為修大附屬鈴峯前站（日语：／）。在2019年（平成31年）4月1日，兩校合併成為廣島修道大學廣島協創中學·高等學校。車站名稱同日也改為修大協創中高前站。
- 1941年（昭和16年）7月4日 - 車站啟用，當時車站名稱為實踐女學校前站[2]。
- 1947年（昭和22年）4月1日起 - 車站改名為鈴峯女專前站[2]。
- 1950年（昭和25年）4月1日起 - 車站改名為鈴峯女子大前站[2]。
- 2015年（平成27年）4月1日 - 車站改名為修大附屬鈴峯前站[10]。
- 2019年（平成31年）4月1日 - 車站改名為修大協創中高前站[12]。

## 車站構造
車站是一座地面車站，設有2面2線的相對式月台。路線南邊為廣電宮島口站方向的下行月台，北邊為廣電西廣島站方向的上行月台。上下行月台出入口設有斜道，因此此站提供了一個無障礙環境。
在車站靠近廣電西廣島一方設有與西日本旅客鐵道（JR西日本）共用的平交道（鈴峰平交道）。這個平交道是一座「不會開啟的平交道」，許多行人與車輛使用該平交道，國土交通局把該平交道列為最緊急需要處理的平交道。在2008年（平成20年）9月，廣島電鐵為平交道進行了擴寬工程，隨後該平交道仍然發生人身傷害事故，因此發起了安全運動。

## 利用狀況
以下數據取自《廣島市統計書》資料。1日平均乘車人次數據是來自該年度的總乘車人次除以當年的日數，再取至小數點後1位。當話廣島電鐵的數據中是以每1,000人為單位，因此每年都會有500人的誤差。即1日平起有1.4人次的誤差。
| 年度               | 1日平均 乘車人次 | 1年總 乘車人次 | 1年總使用 定期票人次 | 1年總使用 非定期票人次 | 參考資料        |
| ------------------ | ---------------- | -------------- | -------------------- | ---------------------- | --------------- |
| 1998年（平成10年） | 2,942.5          | 1,074,000      | 459,000              | 615,000                | [ 利用狀況 1 ]  |
| 1999年（平成11年） | 2,549.2          | 933,000        | 399,000              | 534,000                | [ 利用狀況 1 ]  |
| 2000年（平成12年） | 2,419.2          | 883,000        | 372,000              | 511,000                | [ 利用狀況 1 ]  |
| 2001年（平成13年） | 2,238.4          | 817,000        | 341,000              | 476,000                | [ 利用狀況 2 ]  |
| 2002年（平成14年） | 2,134.2          | 779,000        | 288,000              | 491,000                | [ 利用狀況 3 ]  |
| 2003年（平成15年） | 2,071.0          | 758,000        | 275,000              | 483,000                | [ 利用狀況 4 ]  |
| 2004年（平成16年） | 1,890.4          | 690,000        | 272,000              | 418,000                | [ 利用狀況 5 ]  |
| 2005年（平成17年） | 2,068.5          | 755,000        | 286,000              | 469,000                | [ 利用狀況 6 ]  |
| 2006年（平成18年） | 2,065.8          | 754,000        | 289,000              | 465,000                | [ 利用狀況 7 ]  |
| 2007年（平成19年） | 2,069.3          | 757,000        | 289,000              | 468,000                | [ 利用狀況 8 ]  |
| 2008年（平成20年） | 2,019.0          | 737,000        | 278,000              | 459,000                | [ 利用狀況 9 ]  |
| 2009年（平成21年） | 1,906.8          | 696,000        | 265,000              | 431,000                | [ 利用狀況 10 ] |
| 2010年（平成22年） | 2,035.6          | 743,000        | 274,000              | 469,000                | [ 利用狀況 11 ] |
| 2011年（平成23年） | 2,068.3          | 757,000        | 265,000              | 492,000                | [ 利用狀況 12 ] |
| 2012年（平成24年） | 2,046.6          | 747,000        | 270,000              | 477,000                | [ 利用狀況 13 ] |
| 2013年（平成25年） | 2,060.3          | 752,000        | 280,000              | 472,000                | [ 利用狀況 14 ] |
| 2014年（平成26年） | 2,079.5          | 759,000        | 300,000              | 459,000                | [ 利用狀況 15 ] |
| 2015年（平成27年） | 2,085.4          | 763,000        | 300,000              | 463,000                | [ 利用狀況 16 ] |
| 2016年（平成28年） | 2,109.6          | 770,000        | 307,000              | 463,000                | [ 利用狀況 17 ] |
| 2017年（平成29年） | 2,137.0          | 780,000        | 341,000              | 439,000                | [ 利用狀況 18 ] |

## 車站周邊

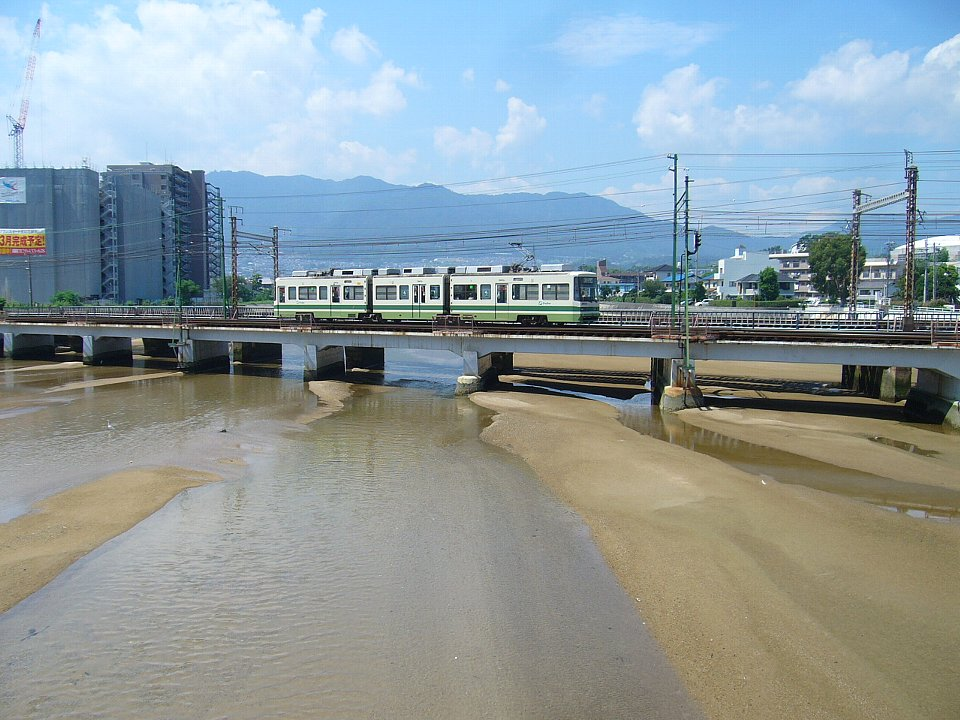
在八幡川上行走的宮島線電車

車站前後方均與西日本旅客鐵道（JR西日本）山陽線並行。路線西邊越過了八幡川。對面岸為佐伯區。車站西邊是井口地區西邊。車站北邊的丘陵上設有大型住宅區。車站南邊。為新興住宅區。該設有一些企業，形成商工中心西地區。
車站向北步行5分鐘便可到達廣島修道大學廣島協創中學·高等學校。在#歷史一節作述，該同校曾經是鈴峯學園，由廣島電鐵的前身廣島瓦斯電軌設立法人創立。該學園的學院院長/理事都與廣島電鐵和廣島瓦施有關。
- 廣島工業大學高等學校（日语：広島工業大学高等学校）
- Sun Field（日语：サンフィールド）
- 廣島井口西郵局
- 廣島市西部回收廣場
- 廣島縣漁業協同組合
- 魚和漁業資料館

## 相鄰車站
廣島電鐵
■宮島線
井口（M26）－修大協創中高前（M27）－廣電五日市（M28）

## 注腳

### 利用狀況
1. 1 2 3  《廣島市統計書》平成13年版
2. ↑  《廣島市統計書》平成14年版
3. ↑  《廣島市統計書》平成15年版
4. ↑  《廣島市統計書》平成16年版
5. ↑  《廣島市統計書》平成17年版
6. ↑  《廣島市統計書》平成18年版
7. ↑  《廣島市統計書》平成19年版
8. ↑  《廣島市統計書》平成20年版
9. ↑  《廣島市統計書》平成21年版
10. ↑  《廣島市統計書》平成22年版
11. ↑  《廣島市統計書》平成23年版
12. ↑  《廣島市統計書》平成24年版
13. ↑  《廣島市統計書》平成25年版
14. ↑  《廣島市統計書》平成26年版
15. ↑  《廣島市統計書》平成27年版
16. ↑  《廣島市統計書》平成28年版
17. ↑  《廣島市統計書》平成29年版
18. ↑  《廣島市統計書》平成30年版

## 外部連結
- 修大協創中高前 | 電車情報：電停指南 （页面存档备份，存于）（日語） - 廣島電鐵